# Pedra d'Água (quilombo)
Pedra d'Água é uma comunidade quilombola localizada em Ingá, no estado da Paraíba, no Brasil.
A comunidade Pedra d'Água é formada por uma população de 98 famílias, distribuidas em uma área de 132,4001 hectares. O território foi certificado como remanescente de quilombo (reminiscências históricas de antigos quilombos) em 2005, pela Fundação Cultural Palmares.

## Tombamento
O tombamento de quilombos é previsto pela Constituição Brasileira de 1988, bastando a certificação pela Fundação Cultural Palmares:

Art. 216. Constituem patrimônio cultural brasileiro os bens de natureza material e imaterial, tomados individualmente ou em conjunto, portadores de referência à identidade, à ação, à memória dos diferentes grupos formadores da sociedade brasileira [...]

§ 5º Ficam tombados todos os documentos e os sítios detentores de reminiscências históricas dos antigos quilombos.

## História
[...] a comunidade negra quilombo Pedra d´Água surgiu a partir de uma fuga, a qual se deu por ocorrência do movimento “quebra quilos” (1874- 1875) que tem uma grande influência de fazendeiros e comerciantes locais da cidade de Ingá.
Manoel Paulo Grande se envolveu nessa revolta ocorrida no Nordeste brasileiro e, por isso, precisou fugir. Escolheu a localidade da atual comunidade quilombola para se estabelecer porque possui difícil acesso, é cercada por matas, morros e grandes pedras. Ou seja, entendeu o local como um lugar para se esconder e se proteger. Foi o fundador do Quilombo.

## Situação territorial
Esta comunidade teve o Relatório Técnico de Identificação e Delimitação publicado em 2010 (etapa da regularização fundiária), Portaria do Presidente do Incra em janeiro de 2012, e Decreto de Desapropriação de terras em dezembro de 2013.
A territorialidade negra não emerge do desejo de isolamento do “mundo branco”, de uma resposta ao preconceito étnico, mas de um agrupamento de indivíduos que, munidos de um ordenamento cultural, socializam um saber cultural que é extensivo a todo o grupo (LIMA, 2020, p. 47).
Povos Tradicionais ou Comunidades Tradicionais são grupos que possuem uma cultura diferenciada da cultura predominante local, que mantêm um modo de vida intimamente ligado ao meio ambiente natural em que vivem. Através de formas próprias: de organização social, do uso do território e dos recursos naturais (com relação de subsistência), sua reprodução sócio-cultural-religiosa utiliza conhecimentos transmitidos oralmente e na prática cotidiana.